# Partido judicial de Lalín
El Partido judicial de Lalín es uno de los 45 partidos judiciales en los que se divide la Comunidad Autónoma de Galicia, siendo el partido judicial n.º 8 de la provincia de Pontevedra, de los 13 partidos judiciales que tiene dicha provincia.
Comprende los municipios de Golada, Dozón, Lalín, Rodeiro, Silleda y Villa de Cruces.
La cabeza de partido y por tanto sede de las instituciones judiciales es Lalín. La dirección del partido se sitúa en la Calle Puente de la localidad. Lalín cuenta con dos Juzgados de Primera Instancia e Instrucción.